# Aivars Volfs
Aivars Volfs (ur. 1 czerwca 1959 w miejscowości Sabile) – łotewski polityk i samorządowiec, w latach 2010–2011 poseł na Sejm Republiki Łotewskiej. 

## Życiorys
W 1978 ukończył studia w Łotewskiej Akademii Rolniczej w Jełgawie, zaś w latach 2002–2004 studiował zarządzenia środowiskiem i zrównoważony rozwój samorządowy w Uniwersytecie Łotewskim (studia ukończył w 2007). Od 1983 do 1991 pracował jako inżynier w przedsiębiorstwie państwowym. W latach 1996–2002 był właścicielem niewielkiego sklepu spożywczego. W 1991 został wybrany przewodniczącym rady gminy Pūre – funkcję tę pełni do 2009 (z przerwą na lata 1994–1997). W 2009 został wiceprzewodniczącym rady okręgowej w Tukums. W 2010 uzyskał mandat posła na Sejm Republiki Łotewskiej z listy "Jedności" jako przedstawiciel lokalnego ugrupowania "Dla miasta Tukums i okręgu". 
Żonaty, ma trzy córki.